# Kerstin Danielsson
Kerstin Danielsson, född Ågren den 5 januari 1941, död 16 oktober 2015 i Örby-Skene församling, var en svensk keramiker och konstnär.

## Biografi
Kerstin Danielsson utbildade sig vid Rhode Island School of Design i Providence i Rhode Island i USA 1961–1965. Hon återvände till Sverige 1968 och etablerade sig  i Marks kommun, där hon bodde resten av sitt liv. Hon ställde ut på exempelvis Rydals Museum, Flamenska Galleriet, Borås, Galleri Anna H, Kaolin och Galleri Lejonet i Stockholm. Under flera år var hon aktiv i Konsthantverkshuset i Göteborg. Flera studieresor och deltagande i symposier över hela världen satte spår i keramiken. Östasiatisk och etruskisk keramik såväl som nordisk järnålderskeramik influerade. Framför allt gjorde hon bruksgods. 
Barnens uppväxt, den egna barndomen och naturen runt om har bidragit till motiv. Saknaden och minnet av ett barn som inte fick växa upp blir tydlig i sarkofager, barnsängar och i stilla, tysta kärl. Hon är representerad på bland annat Nationalmuseum och Röhsska museet samt i ett flertal kommuner och landsting.
Hon fick 1966 tillsammans med konstnären Roger Jaskoviak dottern Pamela Jaskoviak, poet och dramatiker.
Kerstin Danielsson är begravd på Kikås kyrkogård.